# Lippelsdorf
Lippelsdorf ist ein Ortsteil der Stadt Gräfenthal im Landkreis Saalfeld-Rudolstadt in Thüringen an der Thüringer Porzellanstraße mit 142 Einwohnern.

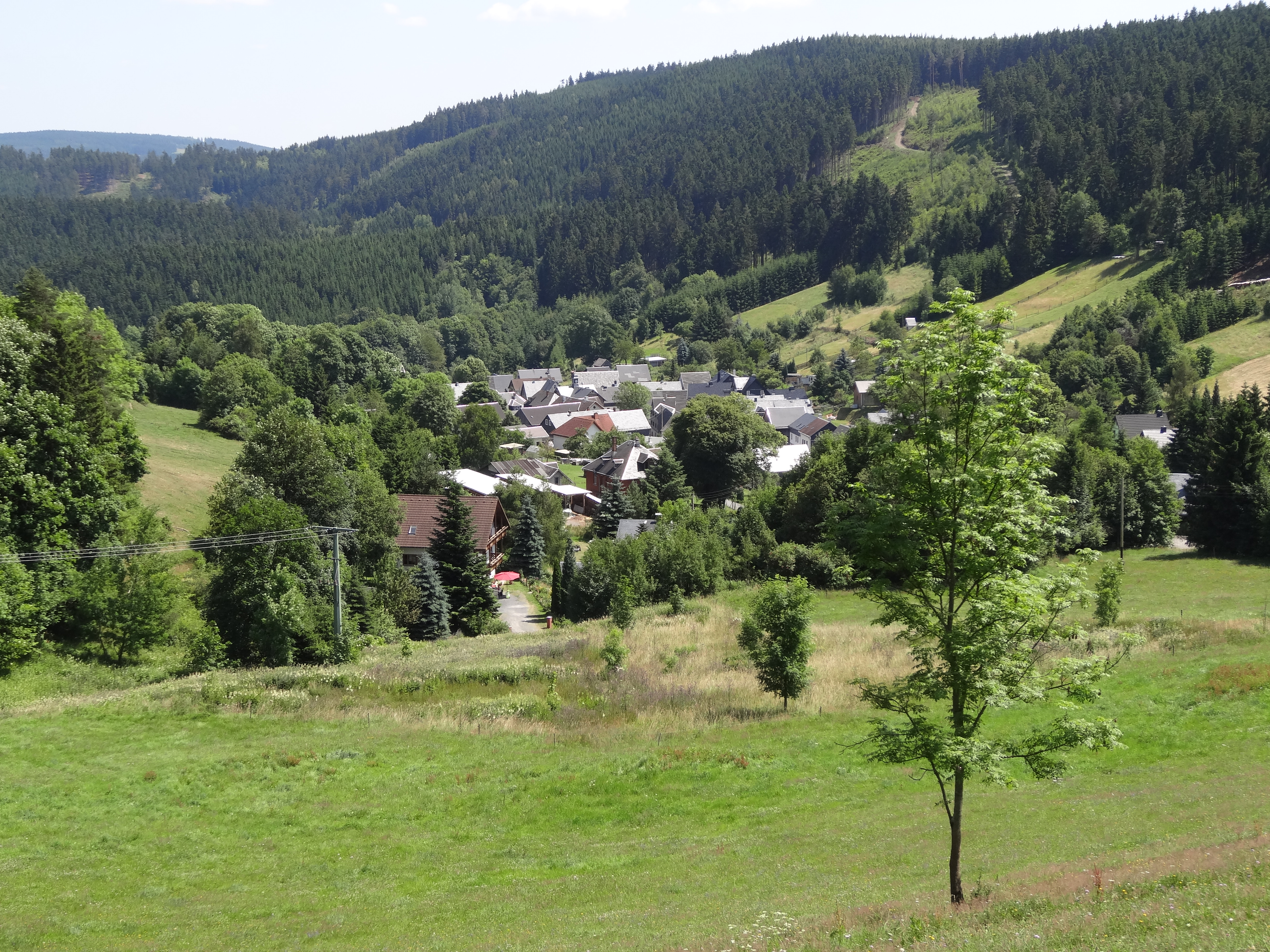
Blick auf den Ort von Westen

## Lage
Lippelsdorf ist der westlichste Ort im Gebiet der Stadt Gräfenthal im Thüringer Schiefergebirge. Die Gemarkung ist kupiert, hängig und waldreich. Die Landesstraße 1098 verbindet den Ort kurz vor Schmiedefeld mit der Bundesstraße 281.

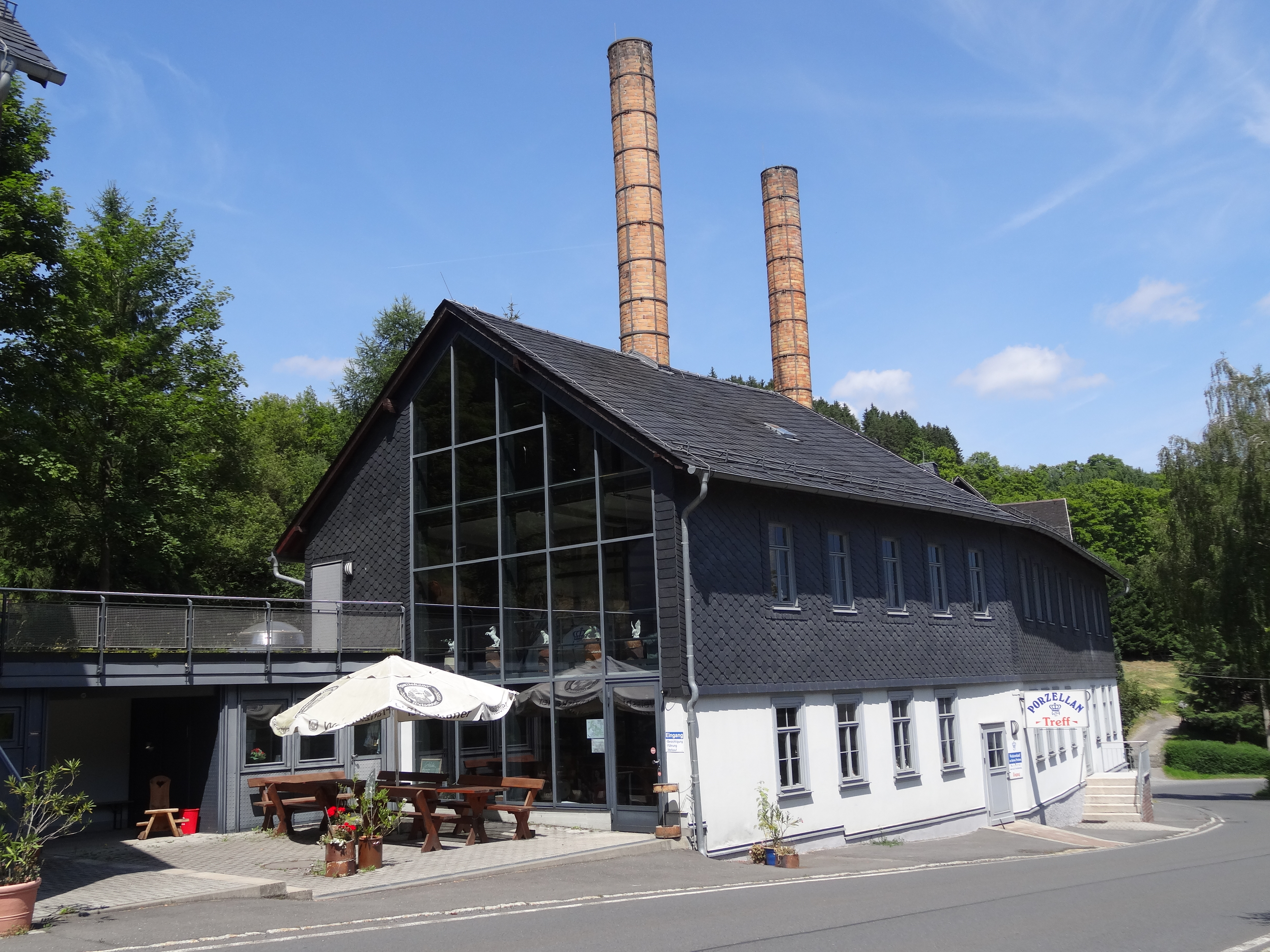
Historische Porzellanmanufaktur im Ort

## Geschichte
1379 wurde der Ort erstmals urkundlich erwähnt. Er ist Standort einer historischen Porzellanmanufaktur.
Mit Eröffnung der Bahnstrecke Probstzella–Bock-Wallendorf am 15. Oktober 1898 erhielt Lippelsdorf mit der gleichnamigen Station einen Eisenbahnanschluss. Am 22. Januar 1997 wurde der Reiseverkehr im Streckenabschnitt Ernstthal–Probstzella eingestellt, am 1. Juli 2006 wurde dieser Abschnitt stillgelegt. Innerhalb der Gemarkung Lippelsdorf befinden sich ein markanter Bahnviadukt und der Froschbergtunnel.
Am 9. April 1994 (juristisches Wirkungsdatum) wurde der Ort nach Gräfenthal eingemeindet.

## Persönlichkeiten
- Helmut Lipfert (1916–1990), Luftwaffenoffizier
- Helmut Scherf (1926–2008), Kunsthistoriker